# Паничерево
Паничерево е село в Южна България. То се намира в община Гурково, област Стара Загора.

## География
Паничерево се намира в Южния централен регион на България близо до р. Тунджа, между Стара планина, Средна гора, купола Ямурджа и малкия хълм Киризлика. Заградено от всички тези възвишения, селото е като в паница и оттам идва и едното мнение за произхода.
Селото е заградено от ниски хълмове, разклонения от Средна гора. На изток е Голият баир, на върха на който има следи от суха зидария.
На юг от селото е „Керезликът“. От западната му страна е трети хълм, наречен „Тюркмянската кория“
На север е хълмът Ямурджа, който на времето е бил голяма чифлишка гора. Между него и „Тюркмянската кория“ има следи от голям некропол, от който са останали неразорани само 5 – 6 могили, а са били повече от 20. Селото е интересно за исторически и археологически проучвания.

## Културни и природни забележителности
- Корията
- 100-годишният дъб в двора на училище „Св. св. Кирил и Методий“
- Черквата „Въведение Богородично“, построена през 1895 година[2]
- Керезликът“, на върха на който селяните се черкували през Томината неделя, а която жена страдала от главоболие, удряла си главата в близката скала, измивала се с насъбраната дъждовна вода и оздравявала.
- Язовир Жребчево

## Редовни събития
- Коледуване
- Лазаровден
- Бабинден
- Тодоровден

Димитровдин
Архангеловден
- Трифон Зарезан,

Цветница
Гергьовден
петровден
Илинден
Света Дева Мария
Седми ноември
- Общоселски събор-първата неделя на декември.

## Управление
Кметът на Паничерево е Атанас Костадинов Граматиков, който изпълнява длъжността от 1995 – 96 г. На местните избори през 2011 г. Граматиков печели балотажа срещу Минчо Недин. Има земеделско-производителна кооперация, „Тунджа-94“.
Читалищното настоятелство се председателства от Недка Русева.

## Други
Селото се намира непосредствено до Жребчево (язовир), като в периоди с по-силни валежи, някои от по-ниско разположените къщи се оказват наводнени. По време на кризата с Covid-19 през април 2020г. селото се оказва огнище на заразата и беше запечатано за 14 дни.